# Provincia di Cienfuegos
La provincia di Cienfuegos è una delle province di Cuba. La città capoluogo della provincia è l'omonima Cienfuegos fu fondata dai coloni francesi nel 1819.
Quella di Cienfuegos è la più piccola provincia di Cuba, detta anche La Perla del Sur. Escludendo la Sierra de Escambray, Cienfuegos ha un'economia interamente dedicata alla coltivazione ed alla trasformazione dello zucchero. Mulini e coltivazioni di canna da zucchero caratterizzano il panorama. Nella Sierra sono presenti delle cascate.
Sia fra i turisti che i cittadini locali è molto popolare la subacquea. Nella provincia sono presenti numerose grotte subacquee e ben 50 siti.
La provincia di Cienfuegos, Sancti Spíritus, e Villa Clara erano originariamente unite nella ora non più esistente provincia di Las Villas.

## Comuni
La provincia di Cienfuegos comprende 8 comuni.
| Comune              | Popolazione (2004) | Superficie (km²) | Localizzazione          | Note      |
| ------------------- | ------------------ | ---------------- | ----------------------- | --------- |
| Abreus              | 30330              | 564              | 22.280556°N 80.567778°W |           |
| Aguada de Pasajeros | 31687              | 680              | 22.384722°N 80.846111°W |           |
| Cienfuegos          | 163824             | 333              | 22.145833°N 80.436389°W | Capoluogo |
| Cruces              | 32139              | 198              | 22.342222°N 80.276111°W |           |
| Cumanayagua         | 51435              | 1099             | 22.1525°N 80.201111°W   |           |
| Lajas               | 22602              | 430              | 22.416389°N 80.290556°W |           |
| Palmira             | 33153              | 318              | 22.244444°N 80.394167°W |           |
| Rodas               | 33477              | 552              | 22.342778°N 80.555278°W |           |

## Società

### Evoluzione demografica
Nel 2004, la provincia di Cienfuegos aveva una popolazione di 398 647 abitanti con una superficie di 4180 km²,. e con una densità di 95,37 abitanti per km².